# Vuurtoren van Punta del Picacho
De vuurtoren van Punta del Picacho of vuurtoren van Mazagón bevindt zich op de Atlantische kust van Andalusië, in de kustplaats Mazagón, op het grondgebied van de gemeente Moguer (provincie Huelva, Spanje). Hij duidt de toegang aan tot de monding van de rivier Odiel voor de schepen op weg naar de haven van Huelva.
De achtzijdige stenen toren met aangebouwd vuurtorenwachtershuis werd gebouwd in 1884 op een hoogte ten oosten van de oude woonkern van Mazagón, en is nog steeds in dienst. De fresnellenzen in het lichthuis dateren uit 1899. Het witte schitterlicht heeft een frequentie van zes flitsen (gegroepeerd 2+4) per dertig seconden.

## Externe link

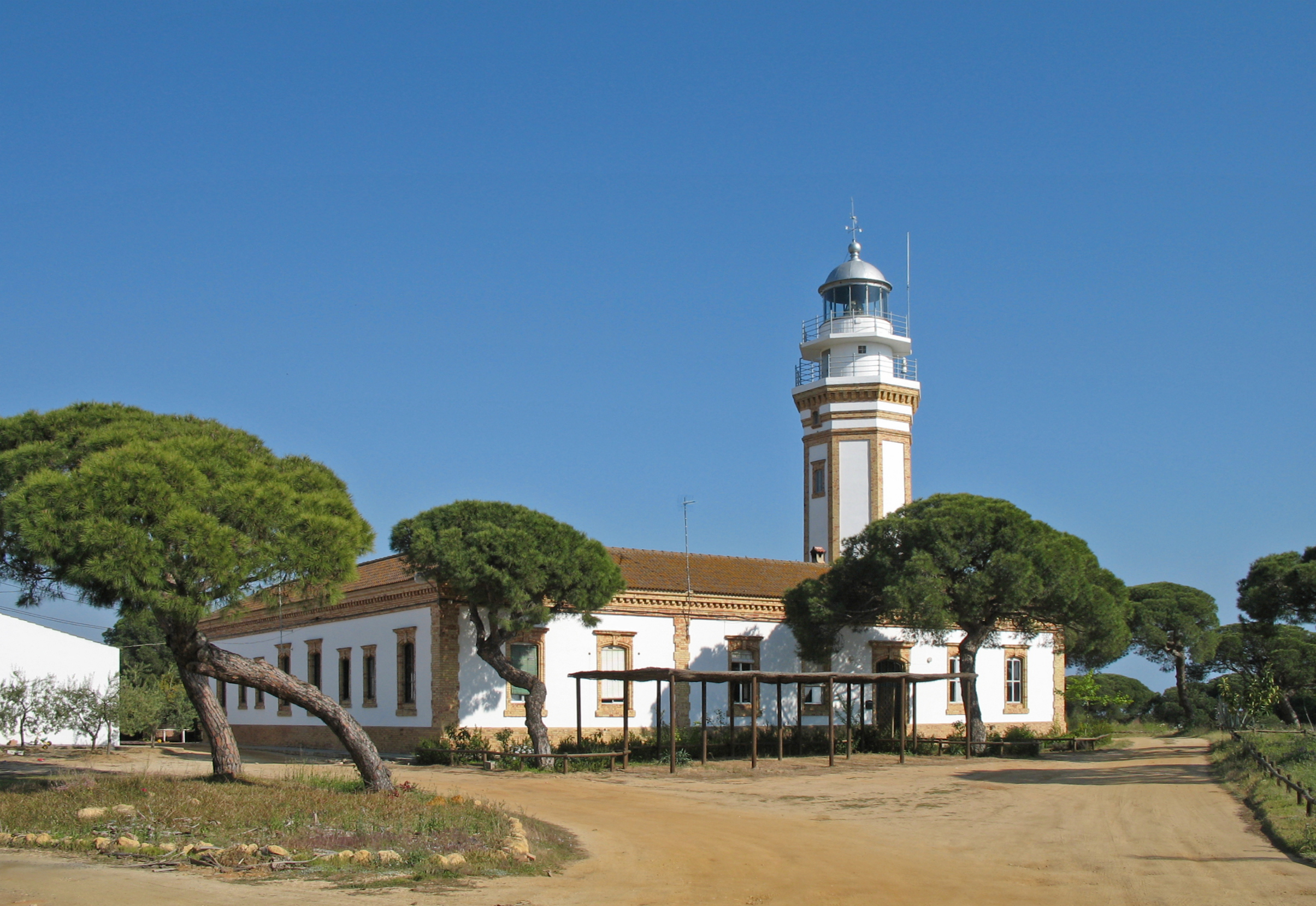
Het vuurtorenwachtershuis en de vuurtoren van Mazagón